# Annona impressivenia
Annona impressivenia là loài thực vật có hoa thuộc họ Na. Loài này được Saff. ex R.E.Fr. mô tả khoa học đầu tiên năm 1931.